# Paraschizognathus miskoi
Paraschizognathus miskoi är en skalbaggsart som beskrevs av Phillip B. Carne 1974. Paraschizognathus miskoi ingår i släktet Paraschizognathus och familjen Rutelidae. Inga underarter finns listade i Catalogue of Life.